# The Frustrated
The Frustrated é o nono álbum de estúdio da banda japonesa de rock Glay. Foi lançado em 24 de março de 2004 e foi certificado como platina pela RIAJ.

## Faixas
| N.º            | Título                                                       | Duração |  |
| 1.             | "Highcommunications"                                         | 4:10    |  |
| 2.             | "The Frustrated"                                             | 3:47    |  |
| 3.             | "All I Want"                                                 | 4:30    |  |
| 4.             | "Beautiful Dreamer"                                          | 4:43    |  |
| 5.             | "Blast"                                                      | 4:23    |  |
| 6.             | "Ano Natsu Kara Ichiban Tooi Basho" (あの夏から一番遠い場所) | 5:41    |  |
| 7.             | "Mugen no déjà vu Kara" (無限のdéjà vuから)                  | 4:19    |  |
| 8.             | "Toki no Shizuku" (時の雫)                                   | 7:22    |  |
| 9.             | "Billionaire Champagne Miles Away"                           | 3:38    |  |
| 10.            | "Coyote, Colored Darkness"                                   | 3:36    |  |
| 11.            | "Bugs in My Head"                                            | 3:43    |  |
| 12.            | "Runaway Runaway"                                            | 4:11    |  |
| 13.            | "Street Life"                                                | 5:50    |  |
| 14.            | "Minamigochi" (南東風)                                       | 5:20    |  |
| Duração total: | Duração total:                                               | 65:00   |  |